# Morti nel 1988/Marzo
| Questa pagina contiene informazioni ricavate automaticamente dalle voci biografiche con l'ausilio del template Bio e di un bot. L'aggiornamento è periodico e automatico e ricostruisce completamente la pagina. Se manca una persona in questa lista, sei pregato di non aggiungerla, ma accertati piuttosto che la sua voce biografica contenga il template Bio e che i dati anagrafici siano correttamente compilati. Se il template Bio manca, inseriscilo tu stesso o, in alternativa, metti l'avviso {{tmp\|Bio}} che ne segnala la mancanza. Se i dati riportati sono sbagliati, correggi direttamente la voce biografica; le modifiche saranno visibili in questa lista entro pochi giorni. Per chiarimenti vedi il progetto biografie. La lista contiene solo le 125 persone che sono citate nell'enciclopedia e per le quali è stato implementato correttamente il template Bio. Pagina aggiornata al 3 mar 2024. |

- 1º marzo - Giovanni Attanasio, attore italiano (n. 1928)
- 1º marzo - Joe Besser, attore statunitense (n. 1907)
- 1º marzo - Tommy Breen, calciatore irlandese (n. 1912)
- 1º marzo - Robert Aleksandrovič Majman, regista cinematografico sovietico (n. 1903)
- 1º marzo - Tommy Potter, contrabbassista statunitense (n. 1918)
- 2 marzo - John Clellon Holmes, poeta statunitense (n. 1926)
- 2 marzo - Rina Fort, assassina italiana (n. 1915)
- 2 marzo - Kate Mahaut, schermitrice danese (n. 1908)
- 2 marzo - Harry Lundahl, calciatore e allenatore di calcio svedese (n. 1905)
- 3 marzo - Henryk Szeryng, violinista polacco (n. 1918)
- 3 marzo - Alfred Thielmann, generale tedesco (n. 1892)
- 3 marzo - Lois Wilson, attrice statunitense (n. 1894)
- 3 marzo - Sewall Wright, genetista statunitense (n. 1889)
- 4 marzo - Anna Maestri, attrice italiana (n. 1924)
- 4 marzo - Mario Melis, artista e pittore italiano (n. 1906)
- 4 marzo - Costantino Trapani, vescovo cattolico italiano (n. 1912)
- 5 marzo - Pietro Bacchini, allenatore di calcio e calciatore italiano (n. 1927)
- 5 marzo - Renzo Bompani, imprenditore e dirigente sportivo italiano (n. 1919)
- 5 marzo - Franco Lionello, cantante italiano (n. 1939)
- 5 marzo - János Németh, pallanuotista ungherese (n. 1906)
- 6 marzo - Jeanne Aubert, attrice e cantante francese (n. 1900)
- 6 marzo - Elio Piccon, regista italiano (n. 1925)
- 6 marzo - Dick Ricketts, cestista e giocatore di baseball statunitense (n. 1933)
- 7 marzo - Guido Celano, attore e regista italiano (n. 1904)
- 7 marzo - Divine, attore e cantante statunitense (n. 1945)
- 7 marzo - Robert Livingston, attore statunitense (n. 1904)
- 7 marzo - Olof Stahre, cavaliere svedese (n. 1909)
- 8 marzo - Gordon Carpenter, cestista e allenatore di pallacanestro statunitense (n. 1919)
- 8 marzo - Ken Colyer, trombettista britannico (n. 1928)
- 8 marzo - Lala Abdul Rashid, hockeista su prato pakistano (n. 1922)
- 9 marzo - Mickey Fox, attrice statunitense (n. 1915)
- 9 marzo - Fritz Kaftanski, inventore e imprenditore francese (n. 1899)
- 9 marzo - Kurt Georg Kiesinger, politico tedesco (n. 1904)
- 9 marzo - Poondi Kumaraswamy, ingegnere e idrologo indiano (n. 1930)
- 9 marzo - Leon Nikolaevič Saakov, regista sovietico (n. 1909)
- 10 marzo - Glenn Cunningham, mezzofondista statunitense (n. 1909)
- 10 marzo - Andy Gibb, cantante britannico (n. 1958)
- 10 marzo - Svetislav Glišović, allenatore di calcio e calciatore jugoslavo (n. 1913)
- 10 marzo - Nikolaj Karakulov, velocista sovietico (n. 1918)
- 10 marzo - Abdul Khaliq, velocista pakistano (n. 1933)
- 10 marzo - Phạm Hùng, politico vietnamita (n. 1912)
- 10 marzo - Joey Sternaman, giocatore di football americano statunitense (n. 1900)
- 11 marzo - Christianna Brand, scrittrice britannica (n. 1907)
- 11 marzo - Abdullahi Issa Mohamud, politico somalo (n. 1922)
- 11 marzo - Máirtín Ó Direáin, poeta e scrittore irlandese (n. 1910)
- 12 marzo - Alessandro Bausani, islamista, arabista e iranista italiano (n. 1921)
- 12 marzo - Romare Bearden, scrittore e artista statunitense (n. 1911)
- 12 marzo - Marcello Del Bello, tennista italiano (n. 1921)
- 12 marzo - Angiola Minella, partigiana e politica italiana (n. 1920)
- 12 marzo - Margot Moe, pattinatrice artistica su ghiaccio norvegese (n. 1889)
- 12 marzo - Cesare Pagani, arcivescovo cattolico italiano (n. 1921)
- 12 marzo - Gianna Pederzini, mezzosoprano italiano (n. 1900)
- 12 marzo - Billie Rhodes, attrice e produttrice cinematografica statunitense (n. 1894)
- 12 marzo - Bernard Rudofsky, architetto, disegnatore e insegnante austriaco (n. 1905)
- 12 marzo - Karen Steele, attrice statunitense (n. 1931)
- 13 marzo - Patesko, calciatore brasiliano (n. 1910)
- 13 marzo - Mario Bergonzini, calciatore italiano (n. 1912)
- 13 marzo - Dino Bovoli, allenatore di calcio e calciatore italiano (n. 1914)
- 13 marzo - Battista Falchi, politico italiano (n. 1904)
- 13 marzo - Cees Groot, calciatore olandese (n. 1932)
- 13 marzo - John Holmes, attore pornografico statunitense (n. 1944)
- 13 marzo - Stig Kanger, filosofo e logico svedese (n. 1924)
- 13 marzo - Xavier Saint-Macary, attore francese (n. 1948)
- 13 marzo - Steno, regista, sceneggiatore e vignettista italiano (n. 1917)
- 14 marzo - Willi Apel, musicologo, matematico e filosofo tedesco (n. 1893)
- 14 marzo - Rudolf Gramlich, allenatore di calcio e calciatore tedesco (n. 1908)
- 14 marzo - Ru den Hamer, pallanuotista olandese (n. 1917)
- 15 marzo - Wilson Ferreira Aldunate, politico uruguaiano (n. 1919)
- 15 marzo - Kathie Fischer, attrice statunitense (n. 1907)
- 15 marzo - Dannie Richmond, batterista statunitense (n. 1931)
- 16 marzo - Dorothy Adams, attrice statunitense (n. 1900)
- 16 marzo - Erich Probst, calciatore austriaco (n. 1927)
- 17 marzo - Gösta Alexandersson, attore svedese (n. 1909)
- 17 marzo - Bruce Clarke, generale statunitense (n. 1901)
- 17 marzo - Franz-Otto Krüger, attore, regista e sceneggiatore tedesco (n. 1917)
- 17 marzo - Walter Nigg, teologo svizzero (n. 1903)
- 18 marzo - Gerald Abraham, musicologo inglese (n. 1904)
- 18 marzo - Ugo De Mercurio, avvocato e politico italiano (n. 1903)
- 18 marzo - Karl Maria Demelhuber, generale tedesco (n. 1896)
- 18 marzo - Joan Field, violinista statunitense (n. 1915)
- 18 marzo - Anna Miserocchi, attrice e doppiatrice italiana (n. 1925)
- 19 marzo - Reyner Banham, critico d'arte britannico (n. 1922)
- 19 marzo - Sabino Barinaga, calciatore e allenatore di calcio spagnolo (n. 1922)
- 19 marzo - Luisa Becherucci, storica dell'arte e museologa italiana (n. 1904)
- 19 marzo - Bun Cook, hockeista su ghiaccio e allenatore di hockey su ghiaccio canadese (n. 1904)
- 19 marzo - Roberto Proietti, pugile italiano (n. 1921)
- 20 marzo - Gil Evans, pianista, arrangiatore e compositore canadese (n. 1912)
- 20 marzo - Sergio Sega, calciatore italiano (n. 1927)
- 20 marzo - Greer Skousen, cestista messicano (n. 1916)
- 21 marzo - Marie Burke, attrice britannica (n. 1894)
- 21 marzo - Giovanni Korompay, pittore italiano (n. 1904)
- 21 marzo - Alberto Malagugini, politico e avvocato italiano (n. 1915)
- 21 marzo - Edd Roush, giocatore di baseball statunitense (n. 1893)
- 21 marzo - Charley Shipp, cestista e allenatore di pallacanestro statunitense (n. 1913)
- 21 marzo - Patrick Steptoe, ginecologo inglese (n. 1913)
- 22 marzo - Lester Rawlins, attore statunitense (n. 1924)
- 22 marzo - André Saeys, calciatore belga (n. 1911)
- 23 marzo - Augusta Ghidiglia Quintavalle, storica dell'arte, museologa e saggista italiana (n. 1904)
- 23 marzo - Dayton Lummis, attore statunitense (n. 1903)
- 24 marzo - Davide Lanzoni, rugbista a 15, allenatore di rugby a 15 e dirigente sportivo italiano (n. 1915)
- 24 marzo - Salvatore Papale, dirigente pubblico e politico italiano
- 25 marzo - Apel·les Fenosa, scultore spagnolo (n. 1899)
- 25 marzo - Robert Joffrey, ballerino, coreografo e produttore teatrale statunitense (n. 1930)
- 25 marzo - Leonid Pavlovič Makaryčev, regista sovietico (n. 1927)
- 25 marzo - Emilio Radius, giornalista, romanziere e saggista italiano (n. 1904)
- 27 marzo - Damaso da Celle Ligure, presbitero italiano (n. 1907)
- 27 marzo - Jole Fierro, attrice italiana (n. 1926)
- 27 marzo - Adolfo Geri, attore e doppiatore italiano (n. 1912)
- 27 marzo - Renato Salvatori, attore italiano (n. 1934)
- 27 marzo - Pierre Virion, giornalista e scrittore francese (n. 1899)
- 27 marzo - Charles Willeford, scrittore, poeta e critico d'arte statunitense (n. 1919)
- 28 marzo - Emilio Ceretti, giornalista, traduttore e critico cinematografico italiano (n. 1907)
- 28 marzo - Frans Peeraer, calciatore belga (n. 1913)
- 29 marzo - Arkadij Bočkarëv, cestista sovietico (n. 1931)
- 29 marzo - Jacques Santi, attore francese (n. 1939)
- 29 marzo - Dulcie September, attivista sudafricana (n. 1935)
- 30 marzo - Nicola Alexandrovich Benois, scenografo, pittore e disegnatore russo (n. 1901)
- 30 marzo - Edgar Faure, scrittore, politico e giurista francese (n. 1908)
- 30 marzo - Fritz Helmut Landshoff, editore tedesco (n. 1901)
- 30 marzo - Doris Pawn, attrice statunitense (n. 1894)
- 30 marzo - Luis Ravaschino, calciatore argentino (n. 1903)
- 30 marzo - Francesco Rodolico, mineralogista e linguista italiano (n. 1905)
- 30 marzo - Arnie Zane, ballerino, coreografo e fotografo statunitense (n. 1948)
- 31 marzo - Pierangelo Civera, attore, doppiatore e direttore del doppiaggio italiano (n. 1943)
- 31 marzo - William McMahon, politico australiano (n. 1908)